# Ne'ot Golan
Ne'ot Golan (hebrejsky נְאוֹת גּוֹלָן, doslova „Pastviny golanské“, v oficiálním přepisu do angličtiny Ne'ot Golan) je izraelská osada a vesnice typu mošav na Golanských výšinách v Oblastní radě Golan.

## Geografie
Nachází se v nadmořské výšce 320 metrů, cca 15 kilometrů jihovýchodně od města Tiberias, cca 65 kilometrů východně od Haify a cca 117 kilometrů severovýchodně od centra Tel Avivu. Leží na náhorní plošině v jižní části Golanských výšin, na okraji prudkého zlomu, který se západně od osady propadá směrem ke Galilejskému jezeru.
Je situována v oblasti s hustou sítí zemědělského osídlení, takřka výlučně židovského, tedy bez arabských sídel. Na dopravní síť Golanských výšin je napojena pomocí lokální silnice číslo 789, jež vede do sousední střediskové obce Bnej Jehuda a která se na jihu napojuje na silnici číslo 98 - hlavní severojižní komunikaci v tomto regionu. Ne'ot Golan tvoří společně s vesnicemi Afik, Bnej Jehuda a Giv'at Jo'av územně prakticky souvislou sídelní aglomeraci.

## Dějiny
Ne'ot Golan leží na Golanských výšinách, které byly dobyty izraelskou armádou v roce 1967 a byly od té doby cíleně osidlovány Izraelci. Vesnice byla založena podle oficiální statistiky už roku 1967. Podle jiného zdroje v září 1968, kdy se na nedaleké křižovatce Fik (צומת פיק) usadila skupina osadníků, kteří se tu zabývali chovem ovcí. V roce 1973 se osada posunula do nynější polohy a začala výstavba zděných obydlí. Vesnice původně vznikla jako mošav typu mošav šitufi, v roce 1978 se proměnila v běžný mošav (mošav ovdim) s menší mírou kolektivního hospodaření.
Na osidlování vesnice se podíleli členové mládežnického hnutí ha-No'ar ha-cijoni. Osadníci patřili mezi stoupence Izraelské liberální strany. Ve zprávě z roku 1977 vypracované pro Senát Spojených států amerických se počet obyvatel odhadoval na 180 a plocha osady byla udávána na 4500 dunamů tedy 4,5 kilometrů čtverečních.
Počátkem 90. let 20. století začalo rozšiřování obce včetně příchodu nových obyvatel, kteří již nejsou vázáni kolektivním systémem mošavu. V obci fungují zařízení předškolní péče o děti. Základní školství je k dispozici v nedaleké obci Bnej Jehuda, střední ve městě Kacrin. Ekonomika osady je založena na zemědělství, podnikání a turistickém ruchu. V obci funguje poštovní úřad a obchod se smíšeným zbožím. Další služby jsou v sousední střediskové obci Bnej Jehuda.

## Demografie
Ne'ot Golan je malé sídlo vesnického typu s dlouhodobě rostoucí populací. K 31. prosinci 2014 zde žilo 510 lidí. Během roku 2014 vzrostla populace o 7,8 %.
| Rok            | 1983 | 1995 | 1999 | 2000 | 2001 | 2003 | 2004 | 2005 | 2006 | 2007 | 2008 | 2009 | 2010 | 2011 | 2012 | 2013 | 2014 |
| -------------- | ---- | ---- | ---- | ---- | ---- | ---- | ---- | ---- | ---- | ---- | ---- | ---- | ---- | ---- | ---- | ---- | ---- |
| Počet obyvatel | 144  | 207  | 207  | 219  | 241  | 263  | 291  | 303  | 334  | 350  | 377  | 421  | 424  | 427  | 435  | 473  | 510  |